# Fiesta de las Luminarias

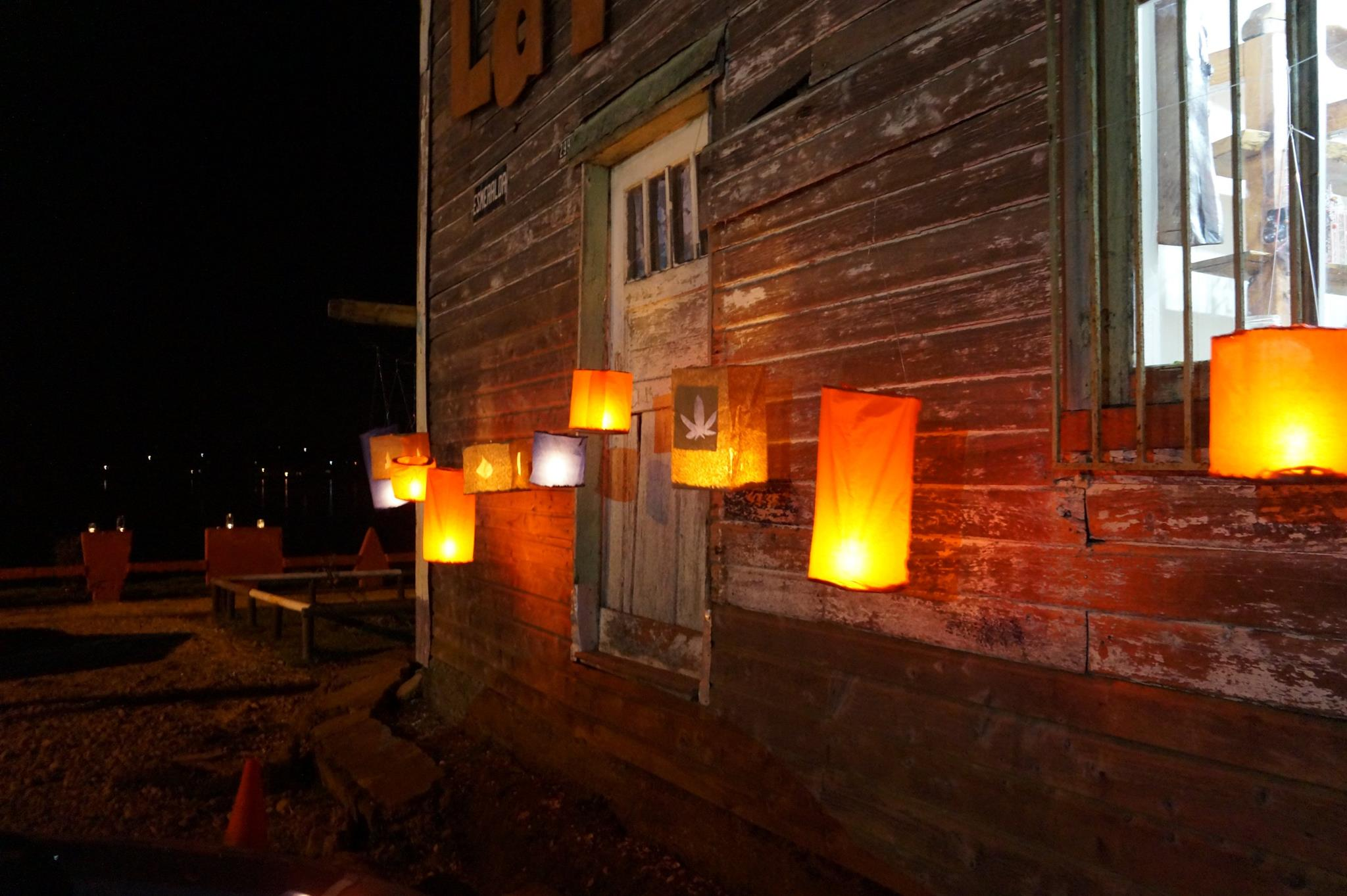
Faroles en Fiesta de las Luminarias

La Fiesta de las Luminarias es una festividad religiosa tradicional de la comunidad de Zapotitlán Veracruz y sus alrededores se celebra cada 11 de diciembre a medida que desciende peregrinación de la curva se van encendiendo las luminarias. Generalmente las luminarias son alimentadas con una madera resinosa llamada Ocote y Piñas de pino

## Celebración

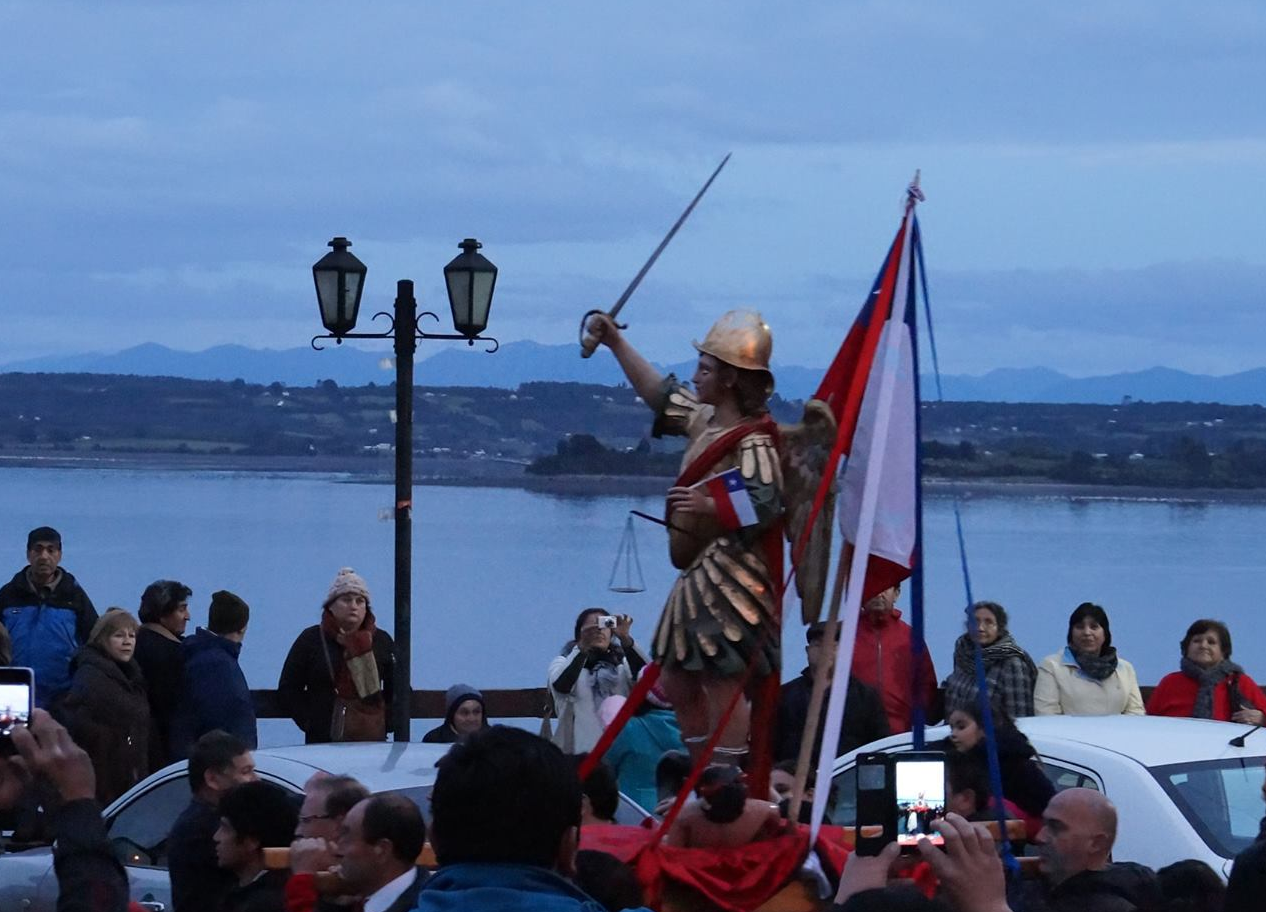
Imagen del arcángel Miguel de Calbuco.

En días previos a la fiesta, la población calbucana reúne grandes cantidades de ramas de colihue, haciendo atados con ellos para preparar los fuegos de la noche del 28 de septiembre. En paralelo a esta actividad, las casas y negocios de la ciudad dejan velas encendidas en sus ventanas, y desde la década de 1960 son adornadas con faroles de colores con velas en su interior.
La actividad inicia oficialmente con una misa al atardecer, a la que sigue una procesión por el centro de la ciudad en torno a la figura de San Miguel llevada por los españoles durante el siglo XVII. Al finalizar la procesión se da inicio al encendido de las luminarias en el borde costero de la ciudad, a lo que sigue el encendido de fogatas en las otras islas del archipiélago, que alcanzan a vislumbrarse desde la propia ciudad.
En años recientes la actividad ha sido promovida activamente desde la Municipalidad de Calbuco, incluyendo el encendido de antorchas y la presentación de conjuntos de música folklórica del área de Chiloé. 

## Origen

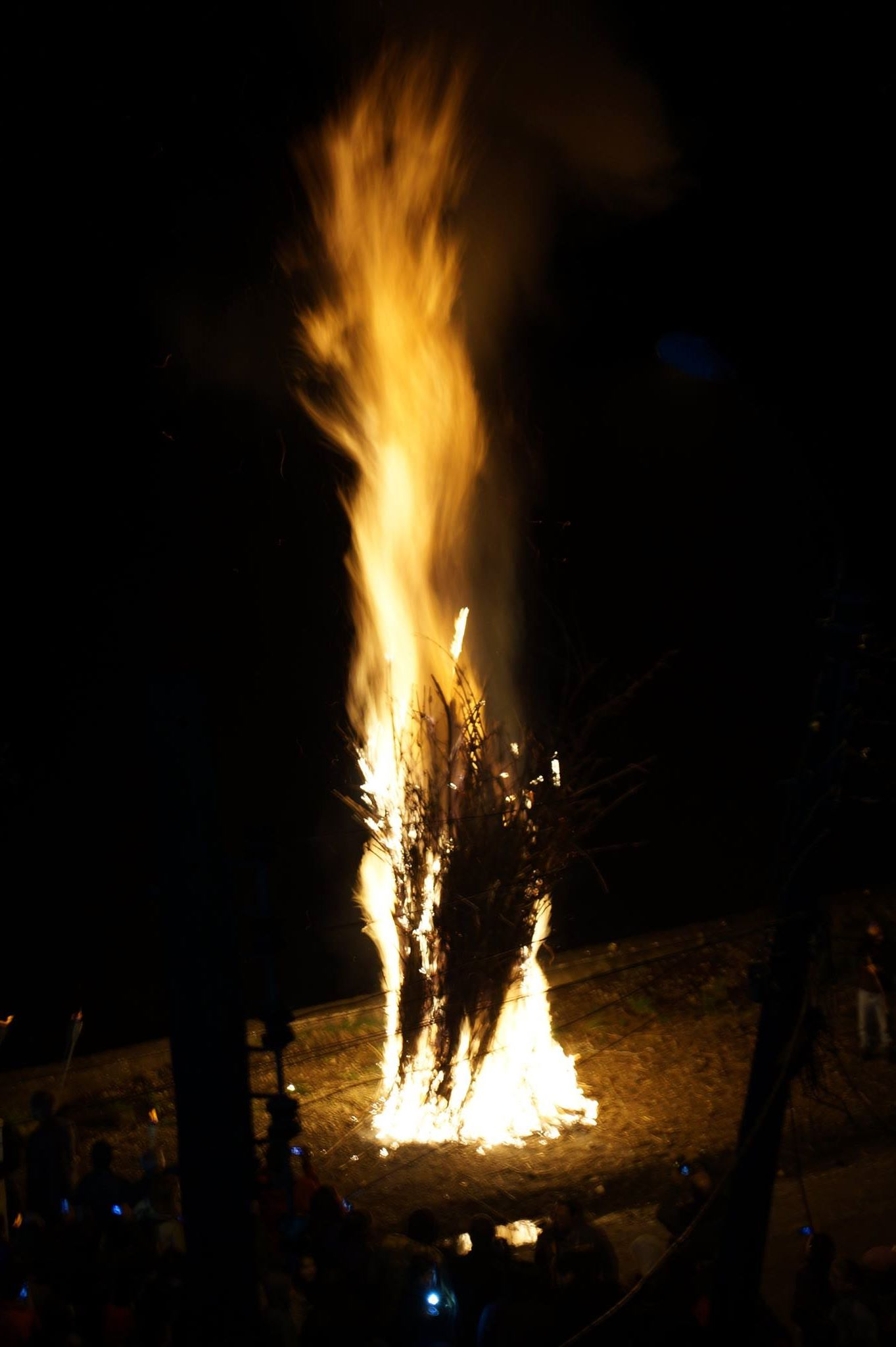
Luminaria en costanera de Calbuco

Existen diversas leyendas sobre el origen de la celebración, que hacen referencia en mayor o menor medida a una supuesta rebelión indígena a comienzos del siglo XVIII; característica compartida con la también calbucana Fiesta de los Indios Caciques. No obstante, historiadores locales apuntan a que la tradición de encender luminarias habría estado extendida a más celebraciones en el pasado colonial de la provincia histórica de Chiloé, y que por motivos no conocidos o documentados, con el tiempo habría ido desapareciendo hasta conservarse sólo para San Miguel en el territorio de Calbuco.